# Keiken Zumi na Kimi to, Keiken Zero na Ore ga, Otsukiai Suru Hanashi
Keiken Zumi na Kimi to, Keiken Zero na Ore ga, Otsukiai Suru Hanashi, também conhecido como You Were Experienced, I Was Not: Our Dating Story ou Our Dating Story: The Experienced You and The Inexperienced Me, em inglês, é uma série de light novel japonesa escrita por Makiko Nagaoka e ilustrada por magako. A série começou a ser publicada sob o selo da Fujimi Fantasia Bunko em setembro de 2020.
Uma adaptação para mangá sendo ilustrada por Noyama Carpaccio começou a ser publicada no serviço Gangan Comics, da Square Enix, em fevereiro de 2022. E uma adaptação para anime, sendo produzida pelo estúdio ENGI, estreou em outubro de 2023.

## Sinopse
A história gira em torno de Kashima Ryuuto, um estudante comum do segundo ano do ensino médio que possui poucos amigos, e de Shirakawa Runa, uma estudante do topo dos grupinhos da escola, admirada por todos e considerada a garota mais bonita de sua classe. Após Ryuuto perder uma aposta que fez com seus amigos, eles o obrigam a se confessar para Runa, ele esperava ser imediatamente rejeitado ao se declarar, mas recebeu uma resposta que o surpreendeu: "Bem, estou disponível agora, então..." Além disso, após a escola Runa leva Ryuuto, com quem acabou de começar a namorar, para seu quarto como se fosse algo natural...
Ambos são completamente diferentes em quase tudo, desde seus círculos sociais e seus hobbies, suas amizades e maneiras distintas de se divertir. Mas mesmo assim, à medida que saem juntos, eles se surpreendem a cada dia com suas diferenças, reconhecendo-as e até mesmo aceitando-as como algo que os conecta e os une.

## Personagens
Ryuuto Kashima (加島龍斗, Kashima Ryūto)
Voz de: Natsuki Hanae
Um garoto comum do segundo ano do ensino médio. Ele é uma pessoa sombria, não tem muitos amigos e seu único hobby é assistir transmissões ao vivo pela internet. Quando estava no ensino fundamental, Ryuuto tinha uma queda por Maria Kurose, mas ela rejeitou sua confissão, deixando Ryuuto traumatizado. Como punição por perder uma aposta, ele se confessa para Runa Shirakawa, uma garota que todos admiram e com quem nunca conversou. Ela aceita sua confissão e eles acabam namorando.
Runa Shirakawa (白河月愛, Shirakawa Runa)
Voz de: Saori Oonishi
Uma garota que está no topo da casta da escola e é considerada a garota mais bonita de sua série. Ela é inteligente, alegre, pode abordar qualquer pessoa sem hesitação e já namorou muitos caras antes. Depois que Ryuuto se confessa, ela aceita sua confissão e começa a namorar com ele. Embora tenha experiência em namoro, ela ainda teme que seu relacionamento não dure muito.
Maria Kurose (黒瀬海愛, Kurose Maria)
Voz de: Aoi Koga
Foi o primeiro interesse amoroso de Ryuuto na vida e é irmã gêmea de Runa, mas elas vivem separadas devido a certas circunstâncias. No ensino fundamental, Maria rejeitou a confissão de Ryuuto porque o via como um amigo. Anos depois, ela se transfere para a escola de Ryuuto e pede desculpas a ele por rejeitá-lo naquela época, alegando que não sabia muito bem o significado de namorar.
Nikoru Yamana (山名 笑琉, Yamana Nikoru)
Voz de: Ayaka Fukuhara
Colega de classe e melhor amiga de Runa Shirakawa. Apesar de ter um olhar ameaçador, Nikoru é uma garota gentil e tem um lado puro. Preocupada com a felicidade de sua amiga, Nikoru sempre dá conselhos a Ryuuto para deixar Runa feliz.
Akari Tanikita (谷北 朱璃, Tanikita Akari)
Voz de: Tomori Kusunoki
Uma garota que é amiga de Runa e Nikoru. Ele tem uma personalidade forte, dizendo tudo o que quiser de maneira direta e clara. Ela gosta de grupos de idols masculinos e passa seus dias ocupada divulgando-os.
Yusuke Ijichi (伊地知 祐輔, Ijichi Yusuke)
Voz de: Fukushi Ochiai
Colega de classe de Ryuuto e amigo valioso. Assim como Ryuuto, ele gosta de jogar videogame e mesmo na época de provas fica totalmente distraído dos estudos.
Ren Nishina (仁志名 蓮, Nishina Ren)
Voz de: Daisuke Ono
Outro amigo de Ryuuto. Embora estejam em turmas diferentes, os três sempre saem juntos. Suas notas são baixas porque ele gosta muito de videogame. Dos três, ele tem a personalidade mais excêntrica e tem dificuldade em expressar seus verdadeiros sentimentos.
Shugo Sekiya (関家柊吾, Sekiya Shugo)
Voz de: Takeaki Sakauchi
Um estudante preparatório que deseja ingressar na faculdade de medicina. Ele não era muito popular no ensino fundamental, mas assim que mudou seu penteado e entrou no ensino médio, começou a se tornar popular e, por brincar demais, tornou-se um estudante rōnin. Ele ajuda Ryuuto a lidar com seus problemas.
Ken (KEN, KEN)
Voz de: Tomoaki Maeno
Ele é um streamer famoso que é assistido por Ryuuto e seus amigos.

## Mídia

### Light Novel
A obra é escrita por Makiko Nagaoka e ilustrada por magako. A light novel começou a ser publicada pelo selo de light novels Fujimi Fantasia Bunko, afiliada a editora japonesa Fujimi Shobo, em 19 de setembro de 2020. Até o momento já foram lançados sete volumes.

#### Lista de volumes
| N.º | Data de lançamento      | ISBN              |
| --- | ----------------------- | ----------------- |
| 1   | 19 de setembro de 2020  | 978-4-04-073809-3 |
| 2   | 19 de março de 2021     | 978-4-04-073993-9 |
| 3   | 18 de setembro de 2021  | 978-4-04-074213-7 |
| 4   | 19 de fevereiro de 2022 | 978-4-04-074286-1 |
| 5   | 16 de setembro de 2022  | 978-4-04-074539-8 |
| 6   | 17 de março de 2023     | 978-4-04-074540-4 |
| 7   | 20 de setembro de 2023  | 978-4-04-075011-8 |
| SS  | 19 de março de 2024     | 978-4-04-075337-9 |
| 8   | 20 de junho de 2024     | 978-4-04-075012-5 |
| 9   | 20 de fevereiro de 2025 | 978-4-04-075724-7 |
| 10  | 19 de março de 2025     | 978-4-04-075725-4 |

### Mangá
Uma adaptação para mangá ilustrada por Noyama Carpaccio começou a ser publicada no site Gangan Online, que pertence a Square Enix, em 23 de fevereiro de 2022.

#### Lista de volumes
| N.º | Data de lançamento     | ISBN              |
| --- | ---------------------- | ----------------- |
| 1   | 12 de setembro de 2022 | 978-4-75-758145-6 |
| 2   | 11 de novembro de 2022 | 978-4-75-758258-3 |
| 3   | 12 de abril de 2023    | 978-4-75-758527-0 |
| 4   | 12 de outubro de 2023  | 978-4-75-758855-4 |
| 5   | 12 de março de 2024    | 978-4-75-759103-5 |
| 6   | 9 de agosto de 2024    | 978-4-75-759355-8 |
| 7   | 10 de janeiro de 2025  | 978-4-75-759614-6 |

### Anime
Uma adaptação da série para anime foi anunciada em 9 de setembro de 2022. Esta animação estaria sendo produzida pelo estúdio ENGI, sendo dirigida por Hideaki Oba, com Hiroko Fukada elaborando o roteiro do anime, Yousuke Ito sendo o responsável de design de personagens e Kei Haneoka assumindo o papel de composição das músicas. A música de abertura é "Love You Tender!" (ラブ･ユー･テンダー！), interpretada pela cantora Maaya Uchida, enquanto a banda de rock japonesa AliA interpreta o tema de encerramento do anime, "Aikotoba"(あいことば).

#### Lista de episódios
| Núm. | Título | Exibição original      |
| --- | --- | ---------------------- |
| 1 | "Nossa história da declaração de amor: a experiente você e o inexperiente eu" "Keiken Zumi na Kimi ni, Keiken Zero na Ore ga, Kokuhaku Suru Hanashi (経験済みなキミに、経験ゼロなオレが、告白する話。)"                 | 6 de outubro de 2023   |
| Ryuuto é um estudante introvertido do segundo ano do ensino médio, não tem muitos amigos e seu único hobby é assistir vídeos de jogos, e nunca teve uma namorada. Porém, por perder uma aposta, ele sendo obrigado a confessar seus sentimentos para Runa, a garota mais linda e popular de sua turma. Apesar destas qualidades, ela é perseguida por rumores sobre sua vida de namoro.  | |                        |
| 2 | "Nossa história do primeiro encontro: a experiente você e o inexperiente eu" "Keiken Zumi na Kimi to, Keiken Zero na Ore ga, Hatsu Dēto Suru Hanashi (経験済みなキミと、経験ゼロなオレが、初デートする話。)"            | 13 de outubro de 2023  |
| Ryuuto, apesar de estar namorando Runa, está preocupando com os olhares que vem recebendo de outros estudantes na escola. E além disso, seus amigos questionam se eles estão de fato namorando, insinuando que Runa pode estar fazendo uma brincadeira de mal gosto com ele. Entretanto, apesar de suas dúvidas e questionamentos, Ryuuto decide ir para seu primeiro encontro com Runa. | |                        |
| 3 | "Nossa história de surpresas: a experiente você e o inexperiente eu" "Keiken Zumi na Kimi ni, Keiken Zero na Ore ga, Sapuraizu Suru Hanashi (経験済みなキミに、経験ゼロなオレが、サプライズする話。)"                   | 20 de outubro de 2023  |
| Após ser abordado por Nikoru, Ryuuto descobre que o aniversário de Runa está chegando, e ele decide pensar em algo para agradar sua namorada nesse dia. Além disso, Maria, a garota que rejeitou Ryuuto quando estavam no primeiro ano do ensino médio, retorna para sua escola. | |                        |
| 4 | "Nossa história de ciúmes: a experiente você e o inexperiente eu" "Keiken Zumi na Kimi ni, Keiken Zero na Kimi ga, Shitto Suru Hanashi (経験済みなキミに、経験ゼロなキミが、嫉妬する話。)"                              | 27 de outubro de 2023  |
| Ryuuto revela seu namoro com Runa para a escola inteira, e questiona a razão pela qual Maria espalhou rumores ruins sobre Runa, então Maria a relação entre ela e Runa. | |                        |
| 5 | "Nossa história dormindo juntos: a experiente você e o inexperiente eu" "Keiken Zumi na Kimi to, Keiken Zero na Ore ga, Otomari Suru Hanashi (経験済みなキミと、経験ゼロなオレが、お泊まりする話。)"                    | 3 de novembro de 2023  |
| Maria continua tentando atrair Ryuuto para o seu lado, mas ele e Runa já combinaram que irão comemorar o aniversário de um mês de namoro na praia. | |                        |
| 6 | "Nossa história de traição: a experiente você e o inexperiente eu" "Keiken Zumi na Kimi ga, Keiken Zumi na Dareka to, Uwaki Suru Hanashi? (経験済みなキミが、経験済みな誰かと、浮気する話？)"                           | 10 de novembro de 2023 |
| Maria, fingindo ser Runa, chama Ryuuto para um armazém à noite e confessa seus sentimentos por ele, e ele fica abalado apesar de não ter dúvidas de seu amor por Runa. E para piorar a situação, alguém filmou a conversa dos dois. | |                        |
| 7 | "Nossa história em um festival de verão: a experiente você e o inexperiente eu" "Keiken Zumi na Kimi to, Keiken Zero na Ore ga, Natsu Matsuri ni Iku Hanashi. (経験済みなキミと、経験ゼロなオレが、夏まつりに行く話。)" | 17 de novembro de 2023 |
| Ryuuto e Runa aproveitam as férias de verão, morando juntos na casa da bisavó da Runa por duas semanas até o festival de verão. Neste período, eles realizam diversas atividades em casal. | |                        |
| 8 | "Nossa história em jogos de sobrevivência: a experiente você e o inexperiente eu" "Keiken Zumi na Kimi to, Keiken Zero na Oretachi ga, Sabagē Suru Hanashi (経験済みなキミと、経験ゼロなオレたちが、サバゲーする話。)"  | 24 de novembro de 2023 |
| Ryuuto e seus amigos, juntamente com Runa e suas amigas, participam de uma competição de Airsoft. No final do dia, Ryuuto e Runa andam juntos na roda gigante. | |                        |
| 9 | "Nossa história correndo juntos: a experiente você e o inexperiente eu" "Keikenzumi na Kimi to, Keiken Zero na Ore ga, Issho ni Hashiru Hanashi (経験済みなキミと、経験ゼロなオレが、いっしょに走る話。)"               | 1 de dezembro de 2023  |
| Runa se junta com Maria nos preparativos do festival escolar, com o objetivo de conseguir uma aproximação. O que faz o clima ficar estranho e deixa Ryuuto perdido dentre as duas. | |                        |
| 10 | "Nossa história de desencontros: a experiente você e o inexperiente eu" "Keiken Zumi na Kimi to, Keiken Zero na Ore ga, Surechigau Hanashi (経験済みなキミと、経験ゼロなオレが、すれちがう話。)"                        | 8 de dezembro de 2023  |
| Após questionar qual é a melhor opção para fazer Ryuuto e Maria felizes, Runa decide cortar contato com seu namorado por um tempo. Fazendo Ryuuto se perguntar qual é o real motivo por trás desse ato. | |                        |
| 11 | "Nossa história de separação: a experiente você e o inexperiente eu" "Keiken Zumi na Kimi to, Keiken Zero na Ore ga, Owakare Suru Hanashi (経験済みなキミと、経験ゼロなオレが、お別れする話。)"                         | 15 de dezembro de 2023 |
| Nishida tem um amor não correspondido por Nikoru, que começou a namorar com uma antiga paixão do passado. E Runa, apesar de estar feliz por sua amiga, sente que está cada vez mais distante de Ryuuto, e começa a se sentir insegura quanto aos sentimentos dele. | |                        |
| 12 | "Nossa história tendo a experiência juntos: a experiente você e o inexperiente eu" "Keiken Zumi na Kimi to, Keiken Zero na Ore ga, Keiken Suru Hanashi (経験済みなキミと、経験ゼロなオレが、経験する話。)"              | 22 de dezembro de 2023 |
| Após reatar seu laço de irmã com Maria, Runa quer realizar o sonho de morar na mesma casa com toda sua família. E para isso ela organiza um plano para a véspera de Natal, mas a situação toma um rumo inesperado. | |                        |

#### Trilha Sonora
| Tema de abertura                                           | Tema de encerramento             |
| ---------------------------------------------------------- | -------------------------------- |
| Love You Tender! (ラブ･ユー･テンダー！) (por Maaya Uchida) | Aikotoba (あいことば) (por AliA) |

### Light novel
- Site oficial da light novel Keiken Zumi (em japonês)
- Keiken Zumi na Kimi to, Keiken Zero na Ore ga, Otsukiai Suru Hanashi (lightnovel) na enciclopédia do Anime News Network (em inglês)

### Mangá
- Site oficial do mangá Keiken Zumi (em japonês)
- Keiken Zumi na Kimi to, Keiken Zero na Ore ga, Otsukiai Suru Hanashi (mangá) na enciclopédia do Anime News Network (em inglês)

### Anime
- Site oficial do anime Keiken Zumi (em japonês)
- Twitter oficial do anime no X (em japonês)
- Keiken Zumi na Kimi to, Keiken Zero na Ore ga, Otsukiai Suru Hanashi (anime) na enciclopédia do Anime News Network (em inglês)

Streaming
- «Keiken Zumi na Kimi to, Keiken Zero na Ore ga, Otsukiai Suru Hanashi». na Crunchyroll